# The Count & Sinden
The Count & Sinden ist ein englisches DJ-Duo aus London.

## Biografie
Joshua Harvey (The Count) und Graeme Sinden lernten sich über einen gemeinsamen Freund kennen und entwickelten schnell einen eigenen Stil. Für ihre Veröffentlichungen wählten sie das Poplabel Domino Records.
Ihre erste Single war im April 2008 das Stück Beeper mit Unterstützung der US-Rapperin Kid Sister. Sie wurde ein großer Clubhit und kam sogar in die UK-Singlecharts.
Es folgten weitere Singleveröffentlichungen und 2010 das Debütalbum Mega Mega Mega. Es enthielt das Stück After Dark bei dem sich The Count & Sinden Unterstützung von zwei Mitgliedern der Rockband Mystery Jets holten. Es wurde zu ihrem zweiten Charterfolg.

## Diskografie
Alben
- Mega Mega Mega (2010)

Singles
- Beeper (featuring Kid Sister, 2008)
- Hardcore Girls (featuring Rye Rye, 2008)
- MEGA (2009)
- After Dark (featuring Mystery Jets, 2010)
- Addicted to You (featuring Bashy, 2010)